# آونسلو
آونسلو (به دانمارکی: Aunslev) یک منطقهٔ مسکونی در دانمارک است که در شهرداری نیبورگ واقع شده‌است. آونسلو ۴۱۶ نفر جمعیت دارد.